# Coppa delle Regioni UEFA 2001
La Coppa delle Regioni UEFA 2001 fu la seconda edizione della competizione riservata alle rappresentative amatoriali delle regioni europee. La fase finale venne giocata in Repubblica Ceca, dal 18 giugno al 24 giugno 2001 e fu vinta dalla Moravia, regione della Repubblica Ceca, che in finale batté Braga 4-2 dopo i rigori.

## Selezioni qualificate per la fase finale
Girone A
- Distretto di Braga
- Comunità autonoma di Madrid
- Dalmazia
- Voivodina

Girone B
- Moravia
- Plovdiv
- Bosnia ed Erzegovina
- Irlanda

## Fase a gironi

### Girone A
| Squadra            | P.ti | G | V | P | S | GF | GS | DR |
| ------------------ | ---- | - | - | - | - | -- | -- | -- |
| Distretto di Braga | 6    | 3 | 2 | 0 | 1 | 4  | 3  | +1 |
| Madrid             | 6    | 3 | 2 | 0 | 1 | 5  | 1  | +4 |
| Dalmazia           | 3    | 3 | 1 | 0 | 2 | 3  | 7  | −4 |
| Voivodina          | 3    | 3 | 1 | 0 | 2 | 5  | 6  | −1 |

| Zlín 18 giugno 2001 | Madrid | 2 – 0 | Dalmazia |  |

| Kyjov 18 giugno 2001 | Braga | 0 – 3 | Voivodina |  |

| Slusovice 20 giugno 2001 | Madrid | 0 – 1 | Braga |  |

| Bzenec 20 giugno 2001 | Dalmazia | 3 – 2 | Voivodina |  |

| Bystrice p.Hostynem 22 giugno 2001 | Voivodina | 0 – 3 | Madrid |  |

| Bojkovice 22 giugno 2001 | Dalmazia | 0 – 3 | Braga |  |

### Girone B
| Squadra              | P.ti | G | V | P | S | GF | GS | DR |
| -------------------- | ---- | - | - | - | - | -- | -- | -- |
| Moravia              | 7    | 3 | 2 | 1 | 0 | 4  | 0  | +4 |
| Plovdiv              | 6    | 3 | 2 | 0 | 1 | 5  | 3  | +2 |
| Bosnia ed Erzegovina | 4    | 3 | 1 | 1 | 1 | 3  | 3  | 0  |
| Irlanda              | 0    | 3 | 0 | 0 | 3 | 0  | 6  | −6 |

| Brumov 18 giugno 2001 | Moravia | 0 – 0 | Bosnia ed Erzegovina |  |

| Sardice 18 giugno 2001 | Irlanda | 0 – 2 | Plovdiv |  |

| Veseli na Morave 20 giugno 2001 | Moravia | 2 – 0 | Irlanda |  |

| Knezpole 20 giugno 2001 | Bosnia ed Erzegovina | 1 – 3 | Plovdiv |  |

| Kyjov 22 giugno 2001 | Plovdiv | 0 – 2 | Moravia |  |

| Kromeriz 22 giugno 2001 | Bosnia ed Erzegovina | 2 – 0 | Irlanda |  |

## Finale
| Arbitro: | Tony Chapron |

|                                            |                      |                                            |
| David 12’ · Svach 94’ (rig.) · Hubáček 94’ | Marcatori            | 55’ Ferreira · 84’ Freitas · 92’ Fernandes |
|                                            | Tiri di rigore 4 – 2 |                                            |